# Achada do Moledo
Achada do Moledo é um sítio povoado da freguesia da Boaventura, Município de São Vicente, Ilha da Madeira.
Nota: Estas coordenadas correspondem à igreja da Boaventura. Se alguem souber a localização exacta da Achada do Moledo agradece-se que as corrijam.